# Рег Парнел
Рег Парнел (на английски: Reg Parnell) е бивш британски автомобилен състезател, пилот от Формула 1. Роден на 2 юли 1911 г. в Дарби, Великобритания.

## Формула 1
Рег Парнел прави своя дебют във Формула 1 в Голямата награда на Великобритания през 1950 г. В световния шампионат записва 7 състезания като печели девет точки, качва се и два пъти на подиума, състезава се за два отбора и с три различни марки частни коли.